# Fondation Croissance responsable
 (mai 2018).
Si vous disposez d'ouvrages ou d'articles de référence ou si vous connaissez des sites web de qualité traitant du thème abordé ici, merci de compléter l'article en donnant les références utiles à sa vérifiabilité et en les liant à la section « Notes et références ».
 (mai 2018).
La Fondation Croissance Responsable est une fondation française placée sous l’égide de l’Institut de France. 
Fondée en 2010 par d’anciens présidents de l’association Croissance Plus, la vocation de la Fondation Croissance Responsable est de faire de la pédagogie sur l’économie de marché et de proposer des pistes de réflexion et de réforme.
Depuis janvier 2018, la Fondation est dirigée par Christian Nouel, associé au sein du cabinet Gide Loyrette Nouel. Christian Poyau, ancien président de Croissance Plus et cofondateur/ Président directeur général du groupe Micropole dirigeait la Fondation Croissance Responsable depuis son lancement.

## Création
La Fondation Croissance Responsable a été créée à Paris en 2010. Philippe Reclus, délégué général de la Fondation Croissance Responsable à son lancement expliquait qu’elle est « une idée d'un certain nombre d'entrepreneurs dont des anciens présidents créateurs de Croissance Plus, face à la crise et face à la manière dont l'opinion française paraît fâchée avec l'économie de marché ».

## Actions principales

### Le Programme «Prof en entreprise»
Le programme « Prof en entreprise » consiste à proposer des stages de trois jours en entreprise pour les enseignants du secondaire, les conseillers d'orientation, et les chefs d'établissement scolaire. Ce programme est mené en partenariat avec le ministère de l'Education nationale et six rectorats signataires d'une convention avec la fondation. 
L'objectif est de créer des liens entre les enseignants et les entreprises pour qu'ils appréhendent mieux les métiers, le fonctionnement et l’organisation des entreprises, voient les compétences demandées et mettent en place des partenariats avec leur établissement scolaire.

#### Historique de l’action
- Mai 2011 : le forum « Comment relancer l’ascenseur social ? »[4] est organisé par la Fondation, on y aborde le désir de développer les relations entre écoles et entreprises, naissance alors du programme « profs en entreprise »
- Décembre 2011 : lancement du Manifeste École-Entreprise qui permet aux entreprises qui le souhaitent d’ouvrir leurs portes aux enseignants pour leur faire découvrir le monde de l’entreprise. Une centaine d’entreprises sont signataires de ce projet (EY, Micropole, Microsoft, Nexity, Virgin Mobile…).
- Février 2012 : signature d’un partenariat avec les trois Académies d’Ile de France (Paris, Versailles, Créteil)[5], puis d’une convention avec le ministère de l’Éducation nationale.

#### Public
Les enseignants de collège, lycée de l’enseignement général et technologique ainsi que les conseillers d’orientation, les futurs enseignants et chefs d’établissement scolaire.

#### Chiffres clés
- 850 enseignants ont effectué un stage
- 80 000 jeunes sensibilisés au monde de l’entreprise
- 180 entreprises accueillent des enseignants.

### Évènements et outils pédagogiques
La Fondation Croissance Responsable organise chaque année des événements et crée des outils pédagogiques sur des thématiques économiques à destination des enseignants et du grand public.

#### Des livrets
- « Public-Privé : balles neuves »
- « La Finance responsable »
- « 10 propositions pour renforcer la France dans la mondialisation »
- « Comment relancer l’ascenseur social ? »
- « Croissance, stop ou encore ? »

#### Des vidéos
La série L'économie, mode de l'emploi composée de 5 films sur un concept économique.

#### Une mallette pédagogique
A l’intention des équipes éducatives « la mallette pédagogique des métiers qui recrutent » réalisée en 2018 en partenariat avec le groupe groupe Bayard.

## Partenariats
- Le ministère de l’éducation nationale, les académies de Paris, Versailles, Créteil, Bordeaux, Nice, Rennes.
- 13 associations  : 	 Institut Montaigne, Syntec Numérique, 100 000 entrepreneurs, MEDEF, R2E, EPA, Seimat, ANDRH, Bleu Blanc Zèbre, CroissancePlus, UDES, Ethic, Entreprise et Progrès.

#### Médias
- Lancement de la fondation : Challenges, La Fondation Croissance Responsable est lancée, Paris, le 15 avril 2010, [lire en ligne]
- Outils pédagogiques :
  - Le Figaro, Yann Le Galès, Rapprocher le lycée du monde du travail, Paris, le 12 février 2012, [lire en ligne]
  - Le Figaro, Marc Landré, Débloquer l'ascenseur social: cinq idées d'entrepreneurs, Paris, le 25 mai 2011, [lire en ligne]
- Programme « prof en entreprise » : France TV Info, Soir 3, Stages en entreprise: les profs aussi y ont droit, le dimanche 5 juin 2016, [lire en ligne]